# José Lamarque de Novoa
José Lamarque de Novoa (Sevilla, 1828 - Dos Hermanas, 1904) fue un poeta, empresario y diplomático español.

## Biografía
Hijo de francés y de trianera, es autor de una extensa obra poética de calidad desigual marcada por su admiración a las obras poéticas de Zorrilla, Núñez de Arce y a los autores clásicos.
Empresario, dueño de un negocio de hierros y maderas, dedicado a la importación y exportación, fue cónsul del Reino de Nápoles, de El Salvador y, hacia 1880, del Imperio Austro-Húngaro.
Era un católico ferviente y activo, y, en el terreno político, un monárquico convencido, partidario de la restauración borbónica tras la caída de Isabel II, por lo que se le concedió la gran cruz de la Orden de Isabel la Católica en 1876.
En 1861 se casó con la también poeta Antonia Díaz Fernández. En su casa “La alquería del Pilar”, en Dos Hermanas, mantenían una tertulia literaria muy concurrida por los jóvenes poetas sevillanos del momento. 
Mecenas y protector de artistas y escritores, Lamarque se cuenta entre los fínanciadores de la primera edición de las “Obras” de Gustavo Adolfo Bécquer, en 1871, de la que se conserva un ejemplar en su biblioteca.
En su vejez, viudo, siguió en contacto con algunos poetas jóvenes, entre los que destaca Juan Ramón Jiménez.
Durante su vida mantuvo una gran vinculación con la Semana Santa sevillana. Fue hermano mayor de la Soledad de San Lorenzo en dos etapas y secretario de la Hermandad de la Carretería en torno a 1850.
| Predecesor: Antonio de Olozaga | Hermano Mayor de la Soledad de San Lorenzo 1874-1880 | Sucesor: Joaquim Lluch         |
| Predecesor: Joaquim Lluch      | Hermano Mayor de la Soledad de San Lorenzo 1882-1885 | Sucesor: Francisco Ávila Ramos |